# I Need You (chanson des 3T)
Singles de 3T
Why Gotta Be You
Pistes de Brotherhood
Memories Give Me All Your Lovin
I Need You est une chanson des 3T. Cette chanson est tirée de leur album Brotherhood, sorti en 1995.
La chanson a été écrite par Eric Carmen et a été interprétée originellement en 1977 par Frankie Valli sur l'album Lady Put the Light Out. Plus tard, la chanson fut reprise par Euclid Beach Band.
La version des 3T est sorti en single en 1996 et a reçu un bon accueil dans les hits-parades européens. Elle n'est pas sortie en single aux États-Unis. L'oncle des membres du groupe, Michael Jackson, y participe en apportant sa voix dans les chœurs.

## Classement
| Classement (1996-1997) | Meilleure position |
| ---------------------- | ------------------ |
| France                 | 5                  |
| Pays-Bas               | 5                  |
| Royaume-Uni            | 3                  |
| Belgique               | 8                  |
| Suisse                 | 9                  |
| Suède                  | 42                 |
| Australie              | 17                 |
| Nouvelle-Zélande       | 30                 |